# Harebrained Schemes
Harebrained Schemes, LLC é uma desenvolvedora de jogos eletrônicos americana com sede em Seattle, Washington. Foi cofundada em 2011 por Jordan Weisman e Mitch Gitelman. Antes de fundar a Harebrained Schemes, Weisman e Gitelman trabalharam juntos nas franquias MechCommander e Crimson Skies na FASA, outra empresa fundada por Weisman. Em meados de 2015, o estúdio tinha menos de 60 funcionários. O estúdio foi adquirido pela Paradox Interactive em junho de 2018. Harebrained Schemes e Paradox Interactive se separaram em 1 de janeiro de 2024.

## História

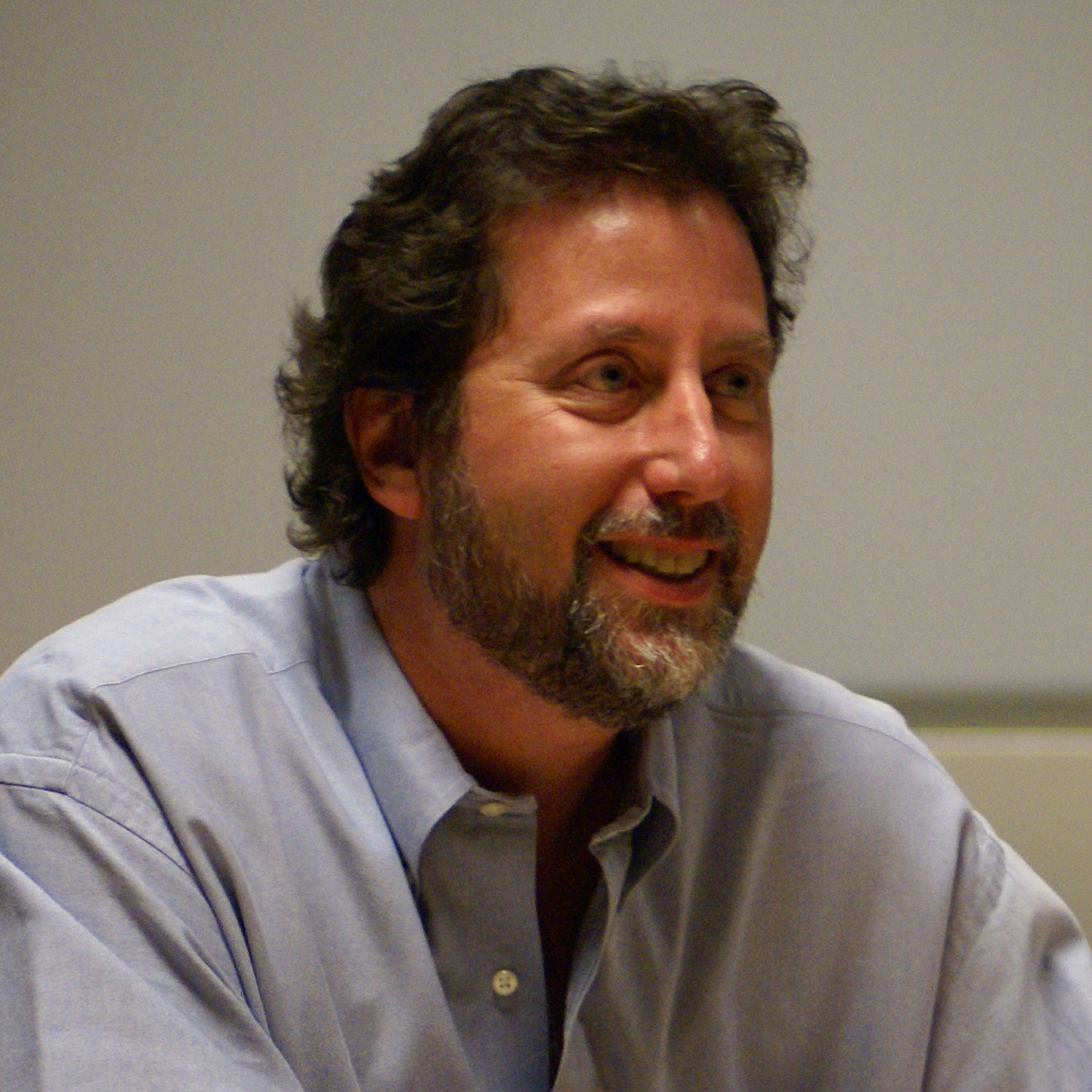
Cofundador do estúdio Jordan Weisman em 2006

Em 2011, Weisman e Gitelman se reuniram para trabalhar no jogo para celular Crimson: Steam Pirates, que se tornou o primeiro jogo da Harebrained Schemes. No ano seguinte, o estúdio lançou um segundo jogo para celular, Strikefleet Omega. Ambos os jogos foram bem recebidos, com Crimson: Steam Pirates na lista de "Melhores Jogos para iPhone de 2011" da Metacritic e Strikefleet Omega na lista de "Melhores Jogos de 2012" da Google Play Store.
A Harebrained então passou a desenvolver vários jogos da franquia Shadowrun. Em 2012, o estúdio arrecadou US$ 1,8 milhão por meio do Kickstarter para financiar o desenvolvimento de Shadowrun Returns, tornando-se apenas o terceiro estúdio a arrecadar US$ 1 milhão no Kickstarter.O estúdio estava considerando usar o Kickstarter como fonte de financiamento desde 2011, mas foi somente quando o Kickstarter para Broken Age levantou mais de US$ 3 milhões que a Harebrained Schemes sentiu que a plataforma de financiamento coletivo poderia ser uma opção de financiamento viável. O jogo foi lançado em meados de 2013. Uma das metas de expansão da campanha era uma segunda cidade, que se tornou a campanha de expansão Shadowrun: Dragonfall. Dragonfall foi lançado gratuitamente para os patrocinadores de Shadowrun Returns e, em setembro de 2014, foi relançado (ainda gratuito para os patrocinadores) como um jogo independente, Shadowrun: Dragonfall – Director's Cut.
O estúdio retornou ao Kickstarter para financiar Shadowrun: Hong Kong no início de 2015. O trabalho em Shadowrun: Hong Kong já havia começado a usar os próprios fundos do estúdio quando a campanha do Kickstarter foi lançada; o dinheiro arrecadado pelo Kickstarter foi usado para expandir a quantidade de conteúdo que eles poderiam colocar no jogo. ThO estúdio estabeleceu uma meta de financiamento de US$ 100.000, que atingiu em duas horas; a campanha arrecadaria US$ 1,2 milhão. A série foi bem avaliada pelos críticos. Shadowrun Returns recebeu uma classificação agregada de 76/100 no Metacritic. Como uma expansão, Shadowrun: Dragonfall recebeu uma pontuação de 81/100, enquanto o relançamento autônomo recebeu uma pontuação de 87/100. Shadowrun: Hong Kong recebeu uma pontuação de 81/100.
Além de seus títulos Shadowrun, a Harebrained Schemes também financiou o desenvolvimento do jogo de tabuleiro Golem Arcana por meio do Kickstarter. Lançado em agosto de 2014, Golem Arcana usa um tabuleiro de jogo físico e miniaturas, suportados por um aplicativo móvel que gerencia a névoa da guerra, as regras do jogo e os eventos de jogabilidade. O tabuleiro e o aplicativo se comunicam usando uma caneta Bluetooth. O Kickstarter para Golem Arcana arrecadou pouco mais de US$ 500.000. Em 2014, o estúdio também anunciou que estava desenvolvendo Necropolis, um jogo de ação roguelike com lançamento previsto para 2016. Uma versão pré-Alpha do jogo foi apresentada na conferência PAX East de 2015.
Em meados de 2015, o estúdio anunciou que estava se preparando para realizar um quarto Kickstarter para financiar um novo jogo da franquia BattleTech, que seria intitulado Battletech. Houve especulações de que o estúdio criaria um jogo da franquia BattleTech ou Crimson Skies, devido ao papel de Weisman na criação dessas franquias. A campanha do Kickstarter para Battletech foi lançada em 29 de setembro de 2015. Como Shadowrun: Hong Kong, Harebrained Schemes já havia alocado financiamento para Battletech, e a intenção do Kickstarter era arrecadar fundos para recursos adicionais.  Os principais objetivos do Kickstarter eram uma campanha single player se $ 1 milhão fosse arrecadado, uma campanha expandida se $ 1,85 milhão fosse arrecadado e multijogador se $ 2,5 milhões fossem arrecadados. A meta inicial do Kickstarter era de $ 250.000, que foi alcançada em menos de uma hora.
Em 2018, a Paradox Interactive adquiriu a Harebrained Schemes por US$ 7.500.000.
Em outubro de 2023, a Paradox Interactive anunciou que The Lamplighters League foi uma decepção comercial e que demissões significativas ocorreram na Harebrained Schemes antes da conclusão do jogo. Após o desempenho morno de The Lamplighters League, a Harebrained Schemes e a Paradox Interactive anunciaram que haviam chegado a um acordo mútuo para seguir caminhos separados, o que permitiu que a Harebrained Schemes recuperasse sua independência a partir de 1 de janeiro de 2024. A Paradox mantém a propriedade dos jogos lançados anteriormente.

## Jogos desenvolvidos
| Ano  | Titulo                  |
| ---- | ----------------------- |
| 2011 | Crimson: Steam Pirates  |
| 2012 | Strikefleet Omega       |
| 2013 | Shadowrun Returns       |
| 2014 | Shadowrun: Dragonfall   |
| 2014 | Golem Arcana            |
| 2015 | Shadowrun: Hong Kong    |
| 2016 | Necropolis              |
| 2018 | BattleTech              |
| 2023 | The Lamplighters League |
| TBA  | GRAFT                   |